# Красноключевский сельсовет (Ставропольский край)
Красноключевский сельсове́т — упразднённое сельское поселение в составе Благодарненского района Ставропольского края Российской Федерации.

## География
Территория муниципального образования располагалась в северо-западной части Благодарненского района.

## История
До 1939 года населённые пункты сельсовета входили в Александрийский сельсовет. В 1939 образован Красноключевский Совет с центром в хуторе Красный Ключ. В 1951 году центральной усадьбой колхоза стал хутор Алтухов.
Статус и границы сельского поселения определены Законом Ставропольского края от 4 октября 2004 года № 88-кз.
Законом Ставропольского края от 14 апреля 2017 года № 38-кз, все муниципальные образования, входящие в состав Благодарненского муниципального района Ставропольского края — городское поселение город Благодарный, сельские поселения Александрийский сельсовет, село Алексеевское, хутор Большевик, село Бурлацкое, село Елизаветинское, Каменнобалковский сельсовет, Красноключевский сельсовет, село Мирное, село Сотниковское, село Спасское, Ставропольский сельсовет, село Шишкино, аул Эдельбай — были преобразованы, путём их объединения, в Благодарненский городской округ.

## Население
| 1989  | 2002  | 2010  | 2011  | 2012  |
| ----- | ----- | ----- | ----- | ----- |
| 1058  | ↗1413 | ↘1349 | ↘1345 | ↘1328 |
| 2013  | 2014  | 2015  | 2016  | 2017  |
| ↘1317 | ↘1271 | ↘1251 | ↗1256 | →1256 |

### Национальный состав
По итогам переписи населения 2010 года на территории сельского поселения проживали следующие национальности (национальности менее 1 %, см. в сноске к строке «Другие»):
| Национальность | Численность | Процент |
| -------------- | ----------- | ------- |
| Русские        | 1122        | 83,17   |
| Армяне         | 79          | 5,86    |
| Даргинцы       | 51          | 3,78    |
| Езиды          | 26          | 1,93    |
| Азербайджанцы  | 24          | 1,78    |
| Чеченцы        | 18          | 1,33    |
| Другие         | 29          | 2,15    |
| Итого          | 1349        | 100,00  |

По данным на 1 января 2013 года на территории Красноключевского сельсовета проживало 19 национальностей, из которых наиболее многочисленные — русские — 1250 человек, другие национальности: армяне — 45 чел, даргинцы — 37 чел., изиды — 50 чел.

## Состав поселения
До упразднения Красноключевского сельсовета в состав его территории входили 4 населённых пункта:
| № | Населённый пункт | Тип населённого пункта        | Население |
| - | ---------------- | ----------------------------- | --------- |
| 1 | Алтухов          | хутор, административный центр | →750      |
| 2 | Гремучий         | хутор                         | →80       |
| 3 | Дейнекин         | хутор                         | →105      |
| 4 | Красный Ключ     | хутор                         | ↗225      |

## Органы власти
- Совет муниципального образования Красноключевский сельсовет. Состоял из 10 депутатов, избираемых на муниципальных выборах по одномандатным избирательным округам[18].

. Глава поселения — Кизилов Владимир Дмитриевич.
- Администрация сельского поселения Красноключевский сельсовет[18].

## Инфраструктура
- Дом культуры.

## Образование
- Детский сад № 25.
- Средняя общеобразовательная школа № 12.

## Памятники
- Памятник павшим в Великой Отечественной войне героям на хуторе Алтухов.